# Хемуу
Хемуу (мн. — ḥmww, од.  хему — ḥmw) — залежний соціальний прошарок корінного населення Стародавнього Єгипту. Їх основу складали «царські хемуу».

## Історичний розвиток
Час появи цього терміна достеменно не відомий. Напевне з'явився в період Давнього царства. Тоді позначав слуг фараона в його власних маєтках. Втім за іншою гіпотезою визначав в цілому селян, що були якимось чином залежні від багатіїв, знаті або жерців.
Хему (однина від множини хемуу) став стадією еволюції соціально-економічного становища людини, прийшовши на зміну їзуту. Хемуу отримували в оренду ділянку поля або ремісничу справу. Термін «царські хемуу» також алегорично використовувався для позначення високопоставлених осіб наближених до фараона.
В часи Середнього царства «царські хемуу» («хемуу нісут», «царські люди») стали основою в соціальній структурі Єгипту. З цього моменту цим терміном позначали людину, зайняту на обробці поля або в іншій сільськогосподарської діяльності, чи в одному з ремесел. Жінки-хемуу були садівницями, прялями, служницями. Всі «хемуу нісут», які ймовірно представляли практично усе незнатне населення країни, підпорядковувалися фараону і формально працювали в його господарстві.
Після занепаду Середнього царства і вступу Єгипта до Другого перехідного періоду до двору фараонів XV династії потягнулися люди незнатного походження, які отримали можливість зробити кар'єру, розширивши чисельність хемуу.
В епоху Нового царства царських хемуу вже розглядали як рабів. Царські хемуу і державні батраки поступово трансформувалися в клас спадкових ремісників — «семдет». Вони мали дещо більшу свободу вибору професії. Держава вже не могло їх примушувати освоювати необхідні йому галузі господарства. Поступово представники цього стану стали отримувати можливість займати незначні жрецькі посади, місця дрібних чиновників в номових і храмових господарствах.

## Організація діяльності
Суспільний статус «царських хемуу» дискутується в єгиптології. Дехто вважає їх рабами, інші з цим не погоджуються, стверджуючи, що терміном хемуу називали в Єгипті всіх, хто перебував у реальній соціально-економічній залежності.
Після досягнення повноліття всю молодь виводили на огляд перед чиновниками фараона. Вогт відбирали найбільш міцних у своє військо, інші отримували ті чи інші професії й згодом не могли їх поміняти, тобто людина отримувала вузькоспрямовану кваліфікацію на все життя. Після «здобуття професії» молоді люди відривалися від родини і в обов'язковому порядку відправлялися в інші номи Єгипту. Крім того, часто фараон в нагороду за звитяги надавав хемуу військовим або вищим чиновником, царських хемуу також передавали храмам.
Хемуу залишалися особисто вільними громадянами, проте не мали ніякої особистої власності на засоби виробництва і на результати своєї праці. Царські хемуу працювали при господарстві того чи іншого аристократа (або храму), отримували за свою працю забезпечення із засіків господаря. На відміну від рабів, які були власністю пана, хемуу були приписані до певного господарства і якщо воно переходило до іншого хазяя, хемуу залишалися при цьому господарстві.
Фараони XI та XII династій застосовували царських хемуу насамперед на «царських роботах» — трудовій повинності на рівні царського або загальнодержавного господарства, тобто великих будівельних роботах: ремонті й розширенню іригаційної системи, розробці копалень, веслувані на державних суднах. На цю роботу щороку забирали чоловіків з усіх номів.
На фресках царські хемуу зображуються у звичайній єгипетської робочому одязі і з поголеною головою. Але є зображення хемуу не позбавлений волосся і навіть прикрас, волосся жінок іноді прибрані під хустку. Зовнішній вигляд цих людей часто нічим не відрізнявся від зовнішнього вигляду членів родини пана, проте вони на зображеннях зайняті якою-небудь роботою.
Застосування покарання стосовно хемму протягом Давнього царства мало чим відрізнялося від покарання слуги. Втім з часів Середнього царства, особливо Нового царства, з ними стали жорстоко поводилися, наче з рабами. Частим було побиття кийками.
Відповідно виникали часті повстання. Одним з потужніших було повстання, де об'єдналися царські хемуу та раби наприкінці XII династії, яка призвело до значного послаблення влади фараона. Остання спричинило занепад Середнього царства.